# Amt Niepars
La comunità amministrativa di Niepars (Amt Niepars) si trova nel circondario della Pomerania Anteriore-Rügen nel Meclemburgo-Pomerania Anteriore, in Germania.

## Suddivisione
Comprende i seguenti comuni (abitanti il 31 dicembre 2022):
1. Groß Kordshagen (320)
2. Jakobsdorf (469)
3. Lüssow (794)
4. Niepars * (2 511)
5. Pantelitz (919)
6. Steinhagen (2 691)
7. Wendorf (859)
8. Zarrendorf (1 121)

Il capoluogo è Niepars.